# Rosine Joelle Tchuako
Rosine Joelle Tchuako, née le 28 décembre 1987, est une karatéka camerounaise.

## Biographie
Rosine Joelle Tchuako est médaillée de bronze en kumite dans la catégorie des moins de 55 kg aux championnats d'Afrique 2014 à Dakar et dans la catégorie des moins de 61 kg aux Jeux africains de 2015 à Brazzaville.
Aux championnats d'Afrique 2017 à Yaoundé, elle obtient la médaille de bronze dans la catégorie des moins de 61 kg et la médaille d'argent par équipes. Elle est médaillée de bronze par équipes aux championnats d'Afrique 2018 à Kigali, aux championnats d'Afrique 2019 à Gaborone 
et aux championnats d'Afrique 2023 à Casablanca.